# کیاسس د بئدو
کیاسس د بئدو (به اسپانیایی: Collazos de Boedo) یک شهرستان در اسپانیا است که در استان پالنسیا واقع شده‌است.

## خصوصیات
کیاسس د بئدو ۲۰ کیلومترمربع مساحت و ۱۲۸ نفر جمعیت دارد.